# 1932 у кіно

## Фільми

### Світове кіно
- Гранд-готель /  США
- Кров Поета /  Франція
- Мумія /  США

### УРСР
- Іван

## Персоналії

### Народилися
- 3 січня — Дебні Коулмен, американський актор.
- 4 січня — Карлос Саура, іспанський кінорежисер, фотограф, сценарист.
- 7 січня — Татьянчук Людмила Минівна, радянська українська кіноакторка, режисерка.
- 15 січня — Сосюра Володимир Володимирович, радянський, український редактор, кінодраматург.
- 16 січня — Ален Жессюа, французький кінорежисер, сценарист і письменник.
- 19 січня — Річард Лестер, американський режисер.
- 30 січня — Харитонова Світлана Миколаївна, радянська і російська акторка.
- 1 лютого — Рябов Гелій Трохимович, радянський і російський сценарист.
- 6 лютого — Франсуа Трюффо, французький кінорежисер, сценарист, актор.
- 14 лютого — Александр Клуґе, німецький режисер, письменник, продюсер, один з ідеологів «нового німецького кіно».
- 16 лютого — Риков Юрій Панасович, радянський та український звукооператор.
- 18 лютого — Мілош Форман, чеський і американський кінорежисер, сценарист.
- 22 лютого — Клод Бейлі, французький кінокритик та історик кіно.
- 27 лютого:
  - Урбанський Євген Якович, радянський актор театру і кіно.
  - Елізабет Тейлор, американська акторка (пом. 2011).
- 2 березня — Черняк Валентин Олександрович, український актор.
- 3 березня — Яворський Фелікс Леонідович, радянський російський актор кіно.
- 4 березня — Штиль Георгій Антонович, радянський і російський актор театру і кіно.
- 5 березня — Кладницький Владислав Іванович, радянський, російський композитор (пом. 2015).
- 7 березня:
  - Коті Момоко, японська акторка.
  - Веселовська Ніна Валентинівна, радянська та російська акторка.
- 15 березня — Горобець Юрій Васильович, радянський і російський актор театру і кіно.
- 24 березня — Мовчан Олександр Андрійович, радянський, український актор театру і кіно (пом. 2006).
- 30 березня — Юхтін Геннадій Гаврилович, радянський, російський актор театру і кіно.
- 31 березня — Наґіса Ошіма, японський кінорежисер (пом. 2006).
- 1 квітня:
  - Деббі Рейнольдс, американська акторка.
  - Богатиренко Юрій Кирилович, радянський, український художник кіно, художник-постановник.
- 4 квітня:
  - Тарковський Андрій Арсенійович, радянський актор, кінорежисер і сценарист (пом. 1986).
  - Ентоні Перкінс, американський актор та режисер (пом. 1992).
- 6 квітня — Гельмут Грім, німецький актор театру і кіно.
- 8 квітня — Жан-Поль Раппно, французький кінорежисер та сценарист.
- 10 квітня:
  - Дельфін Сейріг, французька акторка театру та кіно (пом. 1990).
  - Омар Шариф, єгипетський кіноактор, сценарист і кінорежисер (пом. 2015).
- 18 квітня — Ролик Алла Миколаївна, радянська, українська акторка театру та кіно.
- 27 квітня — Анук Еме, французька акторка кіно.
- 28 квітня — Волинцев Юрій Віталійович, радянський та російський актор театру та кіно.
- 5 травня  — Ермлер Марк Фрідріхович, радянський та російський диригент.
- 6 травня  — Бєлявський Олександр Борисович, радянський і російський актор театру і кіно.
- 9 травня — Лєдогоров Ігор Вадимович, радянський і російський актор театру і кіно (пом. 2005).
- 17 травня — Рутберг Ілля Григорович, радянський і російський актор театру і кіно, мім, театральний педагог.
- 19 травня — Булгакова Майя Григорівна, радянська і російська акторка театру і кіно (пом. 1994).
- 12 червня:
  - Падміні, індійська акторка і танцюристка (пом. 2006).
  - Черних Ігор Анатолійович, радянський і російський кінооператор-постановник (пом. 2020).
- 17 червня — Кашинцев Ігор Костянтинович, радянський і російський актор театру та кіно (пом. 2015).
- 21 червня — Ізвицька Ізольда Василівна, радянська кіноакторка.
- 22 червня — Дворецький Сергій Олександрович, український актор.
- 28 червня — Цирлін Володимир Вікторович, радянський український художник кіно і кінознавець (пом. 1987).
- 3 липня — Іллєнко Вадим Герасимович, український кінооператор, кінорежисер.
- 7 липня — Нікулін Валентин Юрійович, радянський, російський актор театру і кіно.
- 13 липня:
  - Шлемов Всеволод Володимирович, український кінооператор.
  - Фоменко Петро Наумович, радянський і російський режисер театру і кіно.
- 17 липня — Войцех Кіляр, польський композитор.
- 21 липня — Добронравова Олена Борисівна, радянська російська акторка театру, кіно та телебачення.
- 22 липня — Данчишин Леонід Тимофійович, радянський і український актор.
- 28 липня — Березуцька Валентина Федорівна, радянська і російська акторка театру і кіно (пом. 2019).
- 2 серпня — Пітер О'Тул, британський актор ірландського походження (пом. 2013).
- 3 серпня — Тенгіз Арчвадзе, радянський і грузинський актор.
- 31 серпня — Ткачук Роман Денисович, російський актор українського походження.
- 21 вересня — Мікі Кун, американський актор.
- 26 вересня — Волков Михайло Давидович, радянський і російський актор театру і кіно.
- 7 жовтня — Криницина Маргарита Василівна, українська і радянська акторка.
- 27 жовтня — Жан-П'єр Кассель, французький кіноактор.
- 3 листопада — Ейлін Бреннан, американська акторка.
- 8 листопада — Стефан Одран, французька акторка (пом. 2018).
- 10 листопада — Рой Шайдер, американський актор театру і кіно (пом. 2008).
- 22 листопада — Роберт Вон, американський актор (пом. 2016).
- 23 листопада — Наум Наталія Михайлівна, українська акторка театру і кіно.
- 26 листопада — Ткач Михайло Миколайович, український поет і кіносценарист.
- 7 грудня — Еллен Берстін, американська акторка.
- 13 грудня — Накадай Тацуя, японський актор.
- 30 грудня — Паоло Вілладжо, італійський актор, режисер та сценарист (пом. 2017).